# Abe Natsumi ~Best Selection~ 15 Shoku no Nigaoe Tachi
Albums de Natsumi Abe
25 ~Vingt-Cinq~
(2007)
Singles
 Abe Natsumi ~Best Selection~ 15 Shoku no Nigaoe Tachi  (安倍なつみ ~Best Selection~ 15色の似顔絵たち) est une compilation des singles de Natsumi Abe.

## Présentation
L'album sort le 10 décembre 2008 au Japon sous le label zetima, dans le cadre de la série de compilations Mega Best des divers artistes du Hello! Project destinés à quitter le H!P quelques mois plus tard. Il atteint la 40e place du classement de l'Oricon, et reste classé pendant deux semaines.
Il contient les chansons parues en "face A" des dix premiers singles sortis en solo par la chanteuse de 2004 à 2007, ainsi que celle d'un single sorti par elle sous le pseudonyme "Sen" (Takaramono) ; sept de ces chansons étaient déjà parues sur ses trois albums sortis précédemment. La compilation contient aussi deux nouvelles chansons, une nouvelle version de la chanson-titre du précédent album 25 ~Vingt-Cinq~, et la chanson inédite Nariyamanai Tambourine enregistrée fin 2004 pour être la chanson-titre du 4e single de la chanteuse prévu sortir en janvier 2005, mais dont la sortie fut annulée à la suite de la suspension de ses activités pour une affaire de plagiat.
La compilation inclut aussi un DVD avec les clips vidéo des dix chansons des singles, une version alternative supplémentaire de l'un d'eux, deux prestations live de deux des autres titres extraites de vidéos en concert, et le making of de la pochette.

## Liste des titres
CD
1. Soyokaze (微風(そよかぜ)?) (titre inédit)
2. 25 ~Vingt-Cinq~ (27 Version.) (25 ~ヴァンサンク~...)?) (de l'album 25 ~Vingt-Cinq~ ; version inédite)
3. Anata ni Aetanara (あなたに会えたなら?) (titre inédit)
4. Iki wo Kasanemashō  (息を重ねましょう?)
5. Too Far Away ~Onna no Kokoro~ (Too far away ~女のこころ~?)
6. Amasugita Kajitsu (甘すぎた果実?)
7. The Stress (ザ・ストレス?)
8. Sweet Holic (スイートホリック?)
9. Takaramono (たからもの?) / Sen (千?)
10. Koi no Hana (恋の花?)
11. Yume Naraba (夢ならば?)
12. Koi no Telephone Goal (恋のテレフォンGOAL?)
13. Datte Ikitekanakucha (だって 生きてかなくちゃ?)
14. 22 Sai no Watashi (22歳の私?)
15. Nariyamanai Tambourine (鳴り止まない　タンバリン?) (titre inédit de 2004)

DVD
1. 22 Sai no Watashi (22歳の私?)
2. Datte Ikitekanakucha (だって 生きてかなくちゃ?)
3. Koi no Telephone Goal (恋のテレフォンGOAL?)
4. Yume Naraba (夢ならば?)
5. Koi no Hana (恋の花?)
6. Sweet Holic (スイートホリック?)
7. The Stress (ザ・ストレス?)
8. Amasugita Kajitsu (甘すぎた果実?)
9. Too Far Away ~Onna no Kokoro~ (Too far away ~女のこころ~?)
10. Iki wo Kasanemashō  (息を重ねましょう?)
11. Too Far Away ~Onna no Kokoro~ (White Close-up Ver.) (Too far away ~女のこころ~...?)
12. 25 ~Vingt-Cinq~ (2007.4.29 Concert Tour 2007 Haru ~25 Vingt-Cinq~) (25 ~ヴァンサンク~...?)
13. Takaramono (2008.8.10 Birthday Special Concert Yori) (たからもの...?)
14. Album Jacket (...) Making Eizo (アルバムジャケット撮影メイキング映像?) (Making of)